# Vakhtapur
Vakhtapur fou un estat tributari protegit de l'agència de Mahi Kantha a la presidència de Bombai. Estava format per 4 pobles, amb 1.744 habitants el 1901. Els seus ingressos s'estimaven en 5.788 rúpies el 1900, pagant un tribut de 1.118 rúpies al Gaikwar de Baroda i 486 al raja d'Idar.